# Усанас
Усанас (ок. 320) — царь Аксумского царства. По мнению С. Мунро-Хэя (S. C. Munro-Hay), «очень вероятно», что Усанас — это царь, к которому были привезены Эдесий и Фрументий. В эфиопской традиции этого царя называют Элла Аллада или Элла Амида. Элла Амида будет тогда его тронным именем, хотя Усанас — имя, которое указано на его монетах. Если эта идентификация верна, то именно во время его правления христианство появилось в Аксуме и на окружающих его территориях.
У. Хан (W. R. O. Hahn), в исследовании, опубликованном в 1983 году, идентифицирует с Усанасом Сембритеса, который известен только по надписи, найденной в Дакки Махари в современной Эритрее. Если так, то это значит, что Усанас правил по меньшей мере в течение 27 лет.
Монеты с именем этого правителя были найдены в конце 1990-х годов на археологических раскопках в Индии.